# Elsa Cárdenas
Pour les articles homonymes, voir Cárdenas.
Elsa Cárdenas est une actrice mexicaine née le 3 août 1935 à Tijuana, Mexique.

## Biographie
Sa carrière se compose essentiellement de productions mexicaines dont plusieurs séries télévisées. Elle a aussi joué dans des films américains tels que Géant (1956) de George Stevens, Les clameurs se sont tues (1956), L'Idole d'Acapulco (1963) avec Elvis Presley et La Horde sauvage de Sam Peckinpah (1969).

## Filmographie

### Cinéma
- 1954 : El joven Juarez : Josefa Juarez
- 1955 : Magdalena : Elenita
- 1955 : Estafa de amor : Asunción
- 1956 : Los margaritos : Rosalia
- 1956 : Géant de George Stevens : Juana Guerra Benedict
- 1956 : Les clameurs se sont tues d'Irving Rapper : Maria
- 1957 : La culta dama : Eugenia Suarez
- 1957 : La mujer que no tuvo infancia : Luisa
- 1958 : iPaso a la juventud..! : Elsa
- 1960 : Pour l'amour de Mike (None but the Brave ou For the Love of Mike) de George Sherman  : Mme Eagle
- 1960 : The Dalton That Got Away : Nanooni
- 1961 : Besito a Papa : Marta
- 1963 : La casa de los espantos : Modelo
- 1963 : La huella macabra : Srta. Hoffmann
- 1963 : Rostro infernal : Bertha Hoffman
- 1963 : Le jardin de mes amours : Mme Dominguez
- 1963 : Un tipoa a todo dar : Luz
- 1963 : L'Idole d'Acapulco (Fun in Acapulco) de Richard Thorpe : Dolores Gomez
- 1964 : 5000 dollars mort et vif : Consuela Stark
- 1965 : El texano : Rosita
- 1965 : El pueblo fantasma : Marta
- 1965 : Rio Hondo : Marta
- 1966 : La recta final : Mercedes
- 1966 : Juan Colorado : Isabel Ortigoza
- 1966 : Dos meseros majaderos : Susana
- 1966 : Casa de mujeres : Maria
- 1967 : La isla de los dinosaurios : Esther
- 1967 : Los alegres Aguilares : Paulina
- 1967 : El camino de los espantos : Adelita
- 1968 : La ley del gavilan : Laura
- 1968 : Los asesinos : Linda Foster
- 1969 : Lauro Punales : Maria Elena Rodriguez
- 1969 : La Horde sauvage (The Wild Bunch) de Sam Peckinpah : Elsa
- 1969 : Peligro...! Mujeres en accion : Un agent à Porto Rico
- 1969 : La señora Muerte : Julie
- 1969 : El Santo contre les tueurs de la Mafia (Santo frente a la muerte) : Alicia
- 1971 : Los campeones justicieros : Elsa
- 1971 : Santo contra la mafia del vicio : Elsa
- 1971 : Jesus, nuestro Senor : Herodias
- 1972 : Santo contre les momies de Guanajuato : Lina
- 1973 : Mision suicida : Senorita Thomas
- 1973 : Magie noire à Haiti : Lorna Jordan
- 1974 : El triunfo de los campeones justicieros : Venus
- 1974 : Pistolero del diablo : Betty Morgan
- 1976 : La ley del monte : Dona Rosario
- 1981 : La pachanga : Laura
- 1984 : El tonto que hacia milagros : La maman de Jacqueline
- 1984 : Mama, soy Paquito : Rebeca Falcon
- 1992 : El psicopata asesino : Mujer madura
- 2011 : Cartas a Elena : Vieja Madrigal

### Télévision
- 1959 : Zane Grey Theater (série télévisée) : Marga
- 1959 : Black Saddle (série télévisée) : Rosario
- 1959 : Have Gun - Will Travel (série télévisée) : Lahri
- 1960 : Pony Express (série télévisée) : Cayalanee
- 1966 : Tarzan (série télévisée) : Dr. Gloria Halverson
- 1973 : Los que ayudan a Dios (série télévisée) : Adriana
- 1977 : Marcha nupcial (série télévisée) : Dora
- 1979 : Veronica (série télévisée) : Leonor
- 1980 : Colorina (série télévisée) : Adela
- 1982 : Chispita (série télévisée) : Hermana Socorro
- 1984 : Principessa (série télévisée) : Fela
- 1984 : Guadalupe (série télévisée) : Leonor
- 1987 : El precio de la fama (série télévisée) : Eloisa
- 1990 : Mi pequena Soledad (série télévisée) : Barbara
- 1993 : La ultima Esperanza (série télévisée) : Ninfa
- 1995 : Pobre nina rica (série télévisée) : Alicia Vda
- 1996 : Luz Clarita (série télévisée) : Hada Reina
- 1997 : Esmeralda (série télévisée) : Hortencia Lazcano
- 1998 : La mentira (série télévisée) : Helen
- 1999 : Infierno en el Paraiso (série télévisée) : Elsa
- 1999 : Alma rebelde (série télévisée) : Natalia
- 2002 : La otra (série télévisée) : Martha Viuda de Guillen
- 2006-2007 : Código postal (série télévisée) : Josefina De Alba
- 2008 : Fuego en la sangre (série télévisée) : La mère supérieure
- 2009-2010 : Mar de amor (série télévisée) : Luciana de Irazabal
- 2011 : Teresa (série télévisée) : La directrice de la fondation Paloma
- 2013 : Amores verdaderos (série télévisée) : Jueza
- 2015 : L’Impardonnable (Lo imperdonable) (série télévisée) : Jovita